# Amphiroa zonalis
Amphiroa zonalis H.-G. Choi & I.K. Lee, 1989  é o nome botânico  de uma espécie de algas vermelhas pluricelulares do gênero Amphiroa.
- São algas marinhas encontradas na Coreia.

## Sinonímia
Não apresenta sinônimos.